# Liste der Unabhängigkeitskriege
Diese Liste führt in chronologischer Reihung Kriege, die unter der Bezeichnung Unabhängigkeitskrieg bekannt sind oder zumindest häufig als solche bewertet werden. Sie führten im Ergebnis oft zu einer eigenständigen nationalen Souveränität vormaliger Kolonien.

## Liste
- Schottische Unabhängigkeitskriege (1296–1357)
- Achtzigjähriger Krieg der Niederlande (1568–1648)
- Amerikanischer Unabhängigkeitskrieg (1775–1783)
- Spanischer Unabhängigkeitskrieg (1808–1814)
- Mexikanischer Unabhängigkeitskrieg (1810–1821)
- Südamerikanische Unabhängigkeitskriege (1813–1824)
- Griechischer Unabhängigkeitskrieg (1821–1829)
- Ungarischer Unabhängigkeitskrieg (1848–1849)
- Italienische Unabhängigkeitskriege
  - Erster Unabhängigkeitskrieg (1848)
  - Sardinischer Krieg/Zweiter Unabhängigkeitskrieg (1859)
  - Dritter Italienischer Unabhängigkeitskrieg (1866, Bündnis mit Preußen)
- Kubanische Unabhängigkeitskriege:
  - Zehnjähriger Krieg (1868–1878)
  - Guerra Chiquita (1879–1880)
  - Kubanischer Unabhängigkeitskrieg (1895–1898)
- Philippinisch-Amerikanischer Krieg (1899–1902), auf den Philippinen wird dieser Konflikt als Unabhängigkeitskrieg der ersten philippinischen Republik bezeichnet
- Lettischer Unabhängigkeitskrieg (1918–1920)
- Estnischer Freiheitskrieg (1918–1920)
- Irischer Unabhängigkeitskrieg (1919–1921)
- Türkischer Nationaler Unabhängigkeits- und Befreiungskrieg (1919–1923)
- Indonesischer Unabhängigkeitskrieg (1945 bis 1949; endete mit der indonesischen Unabhängigkeit)
- Israelischer Unabhängigkeitskrieg (1947–1949)
- Mau-Mau-Aufstand in Kenia (1952–1960)
- Algerienkrieg, Unabhängigkeitskämpfe der Algerier (1956–1962)
- ‚Portugiesische‘ Unabhängigkeitskriege:
  - Portugiesischer Kolonialkrieg (1961–1974) in den portugiesischen Kolonien in Afrika
  - Unabhängigkeits-/Bürgerkrieg in Angola (1961/1974–2002)
  - Mosambikanischer Bürgerkrieg (1976–1992)
- Eritreischer Unabhängigkeitskrieg (1961–1991)
- Bangladesch-Krieg (1971)
- Slowenischer Unabhängigkeitskrieg (1991)
- Georgisch-Abchasischer Krieg (1992–1993)
- Kosovokrieg (1998–1999)
- Erster Tschetschenien-Krieg (1994–1996)
- Zweiter Tschetschenien-Krieg (2001–2003)